# Pokal Slovenije 1997/98
Der Pokal Slovenije 1997/98 war die siebte Austragung des slowenischen Fußballpokalwettbewerbs der Herren. Pokalsieger wurde der NK Rudar Velenje, der sich in den beiden Finalspielen gegen den NK Primorje Ajdovščina durchsetzte. Für Primorje war es die dritte Finalniederlage in Folge. Der Sieger erhielt einen Startplatz im Europapokal der Pokalsieger 1998/99.

## Modus
In den ersten beiden Runden wurde der Sieger in einem Spiel ermittelt. Stand es nach der regulären Spielzeit von 90 Minuten unentschieden, wurde eine Verlängerung von 2 × 15 Minuten gespielt. Stand es danach immer noch unentschieden wurde der Sieger im Elfmeterschießen ermittelt. Ab dem Viertelfinale wurden die Begegnungen in Hin- und Rückspiel ausgetragen. Bei Torgleichheit entschied zunächst die Auswärtstorregel.

## Teilnehmer
| Nogometna Liga 1996/97       |
| ---------------------------- |
| NK Primorje Ajdovščina       |
| ND Petrošnik Beltinci        |
| NK Protonavto Publikum Celje |
| ND HIT Gorica                |
| FC Koper Capodistria         |
| NK Olimpija Ljubljana        |
| NK Maribor Teatanic          |
| NK Mura                      |
| NK Korotan Prevalje          |
| NK Rudar Velenje             |

| Sieger des Regionalpokals | Sieger des Regionalpokals                                    |
| ------------------------- | ------------------------------------------------------------ |
| MNZ Celje                 | NK Šentjur, NK Dravinja                                      |
| MNZ Koper                 | NK Ilirska Bistrica, NK Branik Šmarje                        |
| MNZG Kranj                | NK Triglav Kranj, NK Lesce                                   |
| MNZ Lendava               | NK Nafta Lendava, NK Turnišče                                |
| MNZ Ljubljana             | NK Elan Granit Commerce, NK Slavija Vevče, BS Tehnik Domžale |
| MNZ Maribor               | NK Železničar Maribor, NK Dravograd, NK Pohorje              |
| MNZ Murska Sobota         | NK Goričanka Rogašovci, ŠNK Bakovci, NK Serdica              |
| MNZ Nova Gorica           | NK Goriške Opekarne, ND Idrija                               |
| MNZ Ptuj                  | NK Drava Ptuj, NK Aluminij, ŠD Dornava                       |

## 1. Runde
|                        | Ergebnis              |                              |
| ---------------------- | --------------------- | ---------------------------- |
| NK Nafta Lendava       | 0:1                   | NK Korotan Prevalje          |
| NK Pohorje             | 0:2                   | ND HIT Gorica                |
| BS Tehnik Domžale      | 0:2                   | ND Petrošnik Beltinci        |
| ŠNK Bakovci            | 0:2                   | NK Maribor Teatanic          |
| NK Šentjur             | 1:4                   | NK Olimpija Ljubljana        |
| NK Turnišče            | 0:7                   | NK Protonavto Publikum Celje |
| NK Aluminij            | 0:5                   | NK Slavija Vevče             |
| NK Drava Ptuj          | 0:0 n. V. (5:6 i. E.) | NK Primorje Ajdovščina       |
| NK Dravinja            | 0:6                   | NK Mura                      |
| NK Branik Šmarje       | 0:3                   | NK Rudar Velenje             |
| NK Triglav Kranj       | 8:0                   | NK Serdica                   |
| NK Železničar Maribor  | 3:0                   | ND Idrija                    |
| FC Koper Capodistria   | 0:1                   | NK Dravograd                 |
| NK Goričanka Rogašovci | 4:1                   | NK Goriške Opekarne          |
| NK Ilirska Bistrica    | 0:0 n. V. (3:5 i. E.) | NK Lesce                     |
| ŠD Dornava             | 0:1                   | NK Elan Granit Commerce      |

## Achtelfinale
|                              | Ergebnis |                        |
| ---------------------------- | -------- | ---------------------- |
| NK Dravograd                 | 1:2      | NK Primorje Ajdovščina |
| NK Triglav Kranj             | 0:1      | NK Rudar Velenje       |
| NK Železničar Maribor        | 0:1      | NK Slavija Vevče       |
| NK Elan Granit Commerce      | 1:0      | ND Petrošnik Beltinci  |
| NK Protonavto Publikum Celje | 5:4      | ND HIT Gorica          |
| NK Goričanka Rogašovci       | 2:6      | NK Olimpija Ljubljana  |
| NK Lesce                     | 0:6      | NK Mura                |
| NK Maribor Teatanic          | 2:1      | NK Korotan Prevalje    |

## Viertelfinale
|                         | Gesamt    |                              | Hinspiel | Rückspiel |
| ----------------------- | --------- | ---------------------------- | -------- | --------- |
| NK Elan Granit Commerce | 1:0       | NK Protonavto Publikum Celje | 1:0      | 0:0       |
| NK Mura                 | 5:1       | NK Maribor Teatanic          | 5:0      | 0:1       |
| NK Rudar Velenje        | 5:0       | NK Slavija Vevče             | 2:0      | 3:0       |
| NK Primorje Ajdovščina  | (a)2:2(a) | NK Olimpija Ljubljana        | 1:0      | 1:2       |

## Halbfinale
|                         | Gesamt |                        | Hinspiel | Rückspiel |
| ----------------------- | ------ | ---------------------- | -------- | --------- |
| NK Elan Granit Commerce | 2:7    | NK Primorje Ajdovščina | 2:2      | 0:5       |
| NK Mura                 | 2:4    | NK Rudar Velenje       | 0:1      | 2:3       |

## Finale

### Hinspiel
| Paarung        | NK Primorje Ajdovščina – NK Rudar Velenje                               |
| Ergebnis       | 2:1 (2:0)                                                               |
| Datum          | 27. Mai 1998                                                            |
| Stadion        | Stadion Ajdovščina, Ajdovščina                                          |
| Zuschauer      | 1.000                                                                   |
| Schiedsrichter | Ivan Žunič                                                              |
| Tore           | 1:0 Patrik Ipavec (7.) 2:0 Borivoje Lučić (9.) 2:1 Zoran Pavlović (76.) |

### Rückspiel
| Paarung        | NK Rudar Velenje – NK Primorje Ajdovščina                                   |
| Ergebnis       | 3:0 (1:0)                                                                   |
| Datum          | 9. Juni 1998                                                                |
| Stadion        | Ob Jerezu Stadion, Velenje                                                  |
| Zuschauer      | 2.000                                                                       |
| Schiedsrichter | Milan Mitrovič                                                              |
| Tore           | 1:0 Živojin Vidojević (18.) 2:0 Živojin Vidojević (24.) 3:0 Aleš Purg (85.) |